# Santa Fe (Texas)
Santa Fé (em inglês Santa Fe) é uma cidade localizada no estado norte-americano do Texas, no Condado de Galveston.

## Demografia
Segundo o censo norte-americano de 2000, a sua população era de 9548 habitantes.
Em 2006, foi estimada uma população de 10.590, um aumento de 1042 (10.9%).

## Geografia
De acordo com o United States Census Bureau tem uma área de
36,2 km², dos quais 36,2 km² cobertos por terra e 0,0 km² cobertos por água.

## Localidades na vizinhança
O diagrama seguinte representa as localidades num raio de 16 km ao redor de Santa Fe.